# Nogometni Klub Kras Associazione Sportiva Dilettantistica
Nogometni Klub Kras Associazione Sportiva Dilettantistica - ou apenas NK Kras - é um clube italiano de futebol sediado na cidade de Monrupino (província de Trieste), na região de Friul-Veneza Júlia.
Fundado em 1986, é o clube da comunidade eslovena da Itália, e o único a ter Nogometni Klub em seu nome oficial.

## Estádio
Seu estádio é o Stadio Repen, um dos menores do país, pois possui capacidade para acolher somente 250 torcedores.

## Uniforme
- Uniforme titular: Camisa branca com detalhes vermelhos, calção branco e meias brancas.
- Uniforme reserva: Camisa vermelha com detalhes brancos, calção vermelho e meias brancas.